# Tramea lacerata
La libélula de alforjas negras (Tramea lacerata) pertenece a la familia de las libélulas rayadoras (Libellulidae). Como las otras especies del género, T. lacerata presenta un vuelo estable y alto, generalmente no descendiendo a menos de 2m de altura 1. Esta especie migra al norte durante la primavera 1. A menudo los machos son vistos alimentándose en grandes enjambres. Esta especie probablemente vuela durante todo el año 1.

## Clasificación y descripción de la especie
El género Tramea se compone de 24 especies, 10 de las cuales se distribuyen en el nuevo mundo, este grupo se distribuye prácticamente por todo el mundo, con excepción de Europa y Asia 2. T. lacerata. tiene una coloración general negra; la cara es amarillenta en las hembras y machos jóvenes, esta se vuelve completamente negra en machos maduros; la parte superior de la cabeza, incluyendo el vertex es de color violeta metálico muy oscuro; el tórax es café con iridiscencia negra en los costados; las alas traseras tienen una banda negra con el borde irregular que generalmente no se extiende más allá del asa anal; el abdomen es negro con manchas dorsales amarillentas que se oscurecen en individuos viejos.

## Distribución de la especie.
Sur de Canadá, E.U.A., norte de México hasta la península de Yucatán por la costa del Golfo de México 2,3.

## Hábitat
Estanques pantanosos, lagos, zanjas y arroyos lentos 1.

## Estado de conservación
No se considera dentro de ninguna categoría de riesgo 4.